# Ulysses von Albertini
Ulysses von Albertini (1809 – 1886) è stato un militare austriaco.

## Biografia
Figlio di Christoph von Albertini (1774-1848), presidente del parlamento svizzero nel 1808, Ulysses von Albertini si arruolò  giovanissimo nell'esercito imperiale austriaco. Ufficiale presso il 3º Reggimento fanteria “Arciduca Carlo Ludwig” in Ungheria. Nel 1848 prese parte alla prima guerra di indipendenza combattendo in Italia. Il 24 ottobre, tenente comandante la 5ª Compagnia, si distinse nell'assalto alla galleria di Verceia tenuta dagli insorti della Valtellina.
Nella seconda guerra di indipendenza del 1859 combatté nuovamente in Italia contro le truppe franco-piemontesi. Von Albertini comandò con il grado di maggiore il 1º Battaglione di tiratori volontari moravi distinguendosi allo Stelvio, nella battaglia di Magenta e nella battaglia di Montebello, ove per merito fu insignito del titolo di cavaliere dell'ordine Imperiale di Leopoldo.
Nel 1866 a seguito dello scoppio della terza guerra di indipendenza, il maggiore Albertini comandò una Mezza brigata dell'8ª Divisione del generale Franz Kuhn von Kuhnenfeld operante nel Trentino contro il Corpo Volontari Italiani di Giuseppe Garibaldi.  Operò in Valtellina e il 4 luglio sconfisse nella battaglia di Vezza d'Oglio i garibaldini del maggiore Vincenzo Caldesi.
Promosso tenente colonnello presso il 4º Reggimento fanteria “Arciduca Massimiliano” fu collocato a riposo con il grado di colonnello.
Morì nel 1886.